# Sparks (album av Sahara Hotnights)
Sparks är det femte studioalbumet av den svenska rockgruppen Sahara Hotnights, utgivet den 25 februari 2009 på egna bolaget Stand By Your Band. Det är ett coveralbum där gruppen tolkar 10 av sina favoritlåtar. Det var deras andra skiva producerad av Björn Yttling, den här gången med ett större antal studiomusiker närvarande. Albumet nådde som bäst femte plats på Sverigetopplistan.
Som singlar släpptes deras covers på Dusty Springfields "In Private" och Anekas "Japanese Boy", vilka nådde plats 7 respektive 51 på Sverigetopplistan.

## Låtlista
1. "Wide River" (Steve Miller Band) – 2:27
2. "In Private" (Dusty Springfield) – 3:41
3. "Big Me" (Foo Fighters) – 3:59
4. "Mess Around" (Redd Kross) – 3:20
5. "Japanese Boy" (Aneka) – 3:44
6. "City of Brotherly Love" (Cass McCombs) – 6:10
7. "Calm Down" (Birdy) – 3:20
8. "Love Will Never Do Without You" (Janet Jackson) – 3:33
9. "If You Can't Give Me Love" (Suzi Quatro) – 2:55
10. "Be Forewarned" (Pentagram) – 3:25

## Medverkande
Sahara Hotnights
- Maria Andersson – sång, gitarr
- Jennie Asplund – gitarr, bakgrundssång
- Johanna Asplund – bas, bakgrundssång
- Josephine Forsman – trummor, bakgrundssång

Övriga musiker
- Tommy Andersson – slagverk (2, 3, 5, 9)
- Erik Arvinder – fiol (2, 4-6)
- Andreas Forsman – fiol (2, 4-6)
- Jakob Koranyi – cello (2, 4-6)
- Lasse Mårtén – slagverk (1, 2, 5, 7)
- Matt Sweeney – elgitarr, akustisk gitarr (3, 8, 10)
- Andrew W.K. – sång ("Mess Around")
- Björn Yttling – elgitarr, piano, slagverk (2-7, 10)
- Christopher Öhman – altfiol (2, 4-6)

Produktion
- Chris Allen – assisterande ljudtekniker
- Tommy Andersson – assisterande ljudtekniker, inspelning
- Hansi Friberg – manager
- Janne Hansson – inspelning
- Anders Johanson – A&R
- Henrik Jonsson – mastering
- Lasse Mårtén – inspelning, ljudmix
- Marcus Palmqvist – fotografi
- Sandberg&Timonen – formgivning
- Anders Wadin – formgivning (retuschering)
- Sahara Widoff – scendesign
- Björn Yttling – stråkarrangemang, producent

Källa

## Listplaceringar
| Lista (2009)                | Högsta position |
| --------------------------- | --------------- |
| Sverige (Sverigetopplistan) | 5               |